# 167. п. н. е.

## Догађаји
- Римски војсковођа Луције Емилије Паул се након победе у Трећем македонском рату враћа у Италију када од Сената добије наређење да изврши одмазду над Епиром који је био формални савезник Македонаца. Иако Епироти нису суделовали у борбама против Римљанима, 70 њихових градова је потпуно уништено, а најмање 100.000 грађана продато у робље. Епир престаје да постоји као суверена држава, а његово подручје се од демографских губитака узрокованих римском казненом експедицијом неће опоравити следећих неколико векова.
- Луције Емилије Паул по повратку у Италију води са собом заробљеног македонског краља Персеја, велики број његових поданика и ратни плен дотада незабележен у римској војној историји. Количина плена је толика да римске власти одлучују да своје грађане следећих годину дана ослободе свих порезних плаћања. Сенат додељује Паулу надимак „Македонац”.